# АЭС Мондзю
АЭС Мондзю (яп. もんじゅ) — единственная в Японии закрытая атомная электростанция с реактором на быстрых нейтронах.
Станция расположена на западе японского острова Хонсю на побережье Японского моря недалеко от АЭС Цуруга в префектуре Фукуи.
АЭС Мондзю — по сути второй японский реактор на быстрых нейтронах, после опытного Дзёё, который не получил лицензии на работу. Реактор Мондзю Япония представила как свой ответ СССР с Белоярской АЭС, Франции с реакторами «Феникс» и «Супер-Феникс», а также американским и британским разработкам в этом направлении.
Строительство АЭС началось 10 мая 1986 года. 29 августа 1995 реактор на быстрых нейтронах типа FBR был запущен и проработал до 8 декабря. В конце 1995 года на станции произошла утечка нескольких сот килограммов жидкого натрия.
В ноябре 2000 года Агентство по атомной энергетике Японии приняло решение о перезапуске реактора АЭС Мондзю, однако общественность восприняла эту новость негативно. В результате долгих судебных разбирательств в 2003 году решение о возобновлении работы реактора было отклонено. Однако уже в 2005 новый суд разрешил перезапуск АЭС Мондзю. Долгий простой реактора потребовал замены загружаемого топлива. Планируемой датой перезапуска стал сначала октябрь 2008 года, затем февраль 2009. Однако при наладке процесса были обнаружены проблемы с герметизацией помещений. В результате окончательное разрешение на перезапуск было получено только в феврале 2010 года, а сам реактор был фактически запущен в тестовом режиме 6 мая. Такой режим работы предполагался вплоть до 2013 года. Однако 26 августа 2010 года на реакторе произошла новая авария — в реактор упала трёхтонная металлическая труба, повредившая сам реактор.
Общая остановка реакторов на японских АЭС после аварии на Фукусима-1 привела к тому, что реактор больше не запускали. В 2013 году поднимался вопрос о перезапуске АЭС Мондзю, однако для этого нужно выделить дополнительные средства для найма дополнительного персонала и проведения тестовых запусков.
В конце 2016 года японское правительство приняло решение об утилизации реактора Мондзю. Планируется выгрузка топлива в 2022 и окончание работ по демонтажу в 2047 .

## Инциденты
В декабре 1995 года спустя несколько месяцев после выхода реактора на критическую мощность на реактора FBR произошла утечка натрия, вызвавшая крупный пожар и автоматическое выключение реактора. Причиной аварии стала интенсивная вибрация внутри одной из труб перекачки натрия. Возможно была некачественная сварка труб. В результате около трех тонн натрия вытекли на пол энергоблока. При реакции натрия с кислородом температура в помещении повысилась до нескольких сотен градусов, что в свою очередь повредило стальные конструкции цеха. Так как утечка произошла во втором контуре охлаждения, натрий не был радиоактивным. Аварии 1995 года была присвоен 3-й уровень опасности по шкале ядерных событий INES.
Запущенный вновь 6 мая 2010 года реактор снова пострадал при аварии в августе 2010 года. 26 августа 2010 года на реакторе произошла новая авария. После удаления топливного элемента в реактор упала двенадцатиметровая металлическая труба весом более трех тонн, в результате был поврежден реактор, что сделало невозможным извлечение элементов через верхнюю крышку. Устройство достали только 23 июня 2011 года.

## Информация об энергоблоках
| Энергоблок | Тип реакторов | Мощность | Мощность | Начало строительства | Физпуск    | Подключение к сети | Ввод в эксплуатацию | Закрытие   |
| Энергоблок | Тип реакторов | Чистый   | Брутто   | Начало строительства | Физпуск    | Подключение к сети | Ввод в эксплуатацию | Закрытие   |
| ---------- | ------------- | -------- | -------- | -------------------- | ---------- | ------------------ | ------------------- | ---------- |
| Мондзю     | FBR           | 246 МВт  | 280 МВт  | 10.05.1986           | 05.04.1994 | 29.08.1995         | —                   | 08.12.1995 |